# Elvin Shepherd
Elvin J. Shepherd (* 28. Mai 1923 in Alexandria (Virginia); † 2. Juni 1995 in Buffalo) war ein US-amerikanischer Jazz-Musiker (Trompeter, später Tenorsaxophon) und Musikpädagoge, der sich vor allem als Mentor jüngerer Jazzmusiker im Raum Buffalo-Niagara verdient machte.

## Leben und Wirken
Shepherd wuchs in Buffalo auf, wohin seine Eltern zogen, als Elvin drei Jahre alt war. Er besuchte die Hutchinson Central Technical High School. Seine Musikerkarriere startete er in den 1940er Jahren zunächst als Trompeter; mit 17 Jahren hatte er erste Auftritte im Colored Musicians Club. Nach seinem Militärdienst im Camp Pickett, Virginia ging er nach Philadelphia, um Mitglied der Tourneeband von Nat Towles zu werden, die im Raum Omaha auftrat. Danach spielte er bis 1947 in der trumpet section in der Lucky-Millinder-Band in New York, u. a. mit Miles Davis und Dizzy Gillespie.
Nach seiner Rückkehr nach Buffalo spielte er im Sextett von Pete Suggs, das ein Engagement im Club Moonglow hatte. Dabei kam es zu Auftritten mit dem Sänger Joe Williams, der ein Jahr als Emcee in den Clubs arbeitete. Nach seinem Arbeitsunfall an der rechten Hand wechselte er zum Saxophon, auf dem er Autodidakt war, und ging mit der Lenny Lewis Big Band auf Tournee. Er leitete in Buffalo eine Probenband und tourte in den 1950er bis in die 1970er Jahre mit zahlreichen Bands im Raum Buffalo, so mit der Billy Eckstine Big Band, Erskine Hawkins, Buck Clayton und Bill Doggett. Ferner begleitete er Dakota Staton, Della Reese, Ray Price, Gladys Knight und Aretha Franklin. Kurzzeitig arbeitete er in New York mit Hubert Laws. Daneben war er Lehrer von Musikern wie Grover Washington, Jr., Nasar Abadey, Ronnie Foster, James Clark und Herb Small Jr. In den 1980er Jahren leitete er in Buffalo eine eigene Bigband, der auch der Saxophonist Richard Tabnik angehörte.
Posthum wurde er 1997 für seine Verdienste in die Buffalo Music Hall of Fame aufgenommen. Erfolgreich engagierte sich in seinem Heimatort in den 2000er Jahren eine Bürgerinitiative zum Erhalt seines Wohnhauses.

## Diskographische Hinweise
- Bill Doggett: Wow! (Verve, 1965)